# Eucalyptus archeri
Eucalyptus archeri är en myrtenväxtart som beskrevs av Joseph Henry Maiden och William Faris Blakely. Eucalyptus archeri ingår i släktet Eucalyptus och familjen myrtenväxter. Inga underarter finns listade i Catalogue of Life.